# Nonnula frontalis
La monjilla carigrís, también macurú de cara gris, macurú carigrís, nonula acanelada o monjita canela (Nonnula frontalis) es una especie de ave piciforme en la familia Bucconidae que habita en América Central y Sudamérica noroccidental.

## Descripción
En promedio mide 15 cm de longitud. El plumaje de sus partes superiores es de color castaño con matices rufescentes en el píleo. Presenta el lorum y el área ocular grises, y tiene delgado anillo ocular rosado y pico azul grisáceo. La garganta y el pecho son de color canela y el vientre color ante. La subespecie N. f. pallescens presenta el píleo castao y las partes inferiores totalmente ante.

## Distribución y hábitat
Se encuentra en Colombia y Panamá.
Su hábitat natural son los bosques húmedos tropicales de tierras bajas aunque también vive en los bosques degradados.